# 庚寅の乱
庚寅の乱（こういんのらん）は、高麗王朝において、1170年に武臣が起こした軍事クーデターである。1173年に起こった癸巳の乱とあわせて、庚癸の乱と呼ばれることもある。

## 概要
高麗王朝の支配階級は文臣（文班）と武臣（武班）であったが、武臣は文臣に比べて劣位に置かれていた。特に毅宗代（1146年 - 1170年）には国王と文臣の遊宴のために武臣や軍人が動員されることが多く、武臣たちの不満が高まっていた。このような武臣の不満を背景に、下級武臣である李義方と李高が、高位武臣である鄭仲夫を担ぎ上げてクーデタ計画を練るようになった。
1170年8月に国王毅宗が普賢院（現北朝鮮の京畿道長湍郡）に行幸した際に事件は起こった。国王に随行して普賢院に来ていた鄭仲夫・李義方らは、国王の命令を偽って軍隊を動かし、国王に随行していた文臣たちを虐殺した。鄭仲夫らは軍隊を率いてそのまま首都開京（現北朝鮮の開城市）に入り、街衢所、宮殿、太子宮などを襲い、首都を占領した。鄭仲夫・李義方らは毅宗を廃位して、弟の明宗を新たな国王として擁立し、政治の実権を握るようになった。
庚寅の乱から約100年の間、文臣に替わって武臣が政権の中枢を占めるようになった。この時代を「武臣政権期」と呼ぶ。庚寅の乱は武臣政権期の開始を告げる重要事件である。